# Championnats d'Europe de gymnastique artistique masculine 2020
Navigation
Szczecin 2019 Bâle 2021
Les 34es championnats d'Europe de gymnastique artistique masculine se tiennent du 9 au 13 décembre 2020 à Mersin en Turquie. La compétition devait initialement se dérouler du 27 au 31 mai 2020 à Bakou, en Azerbaïdjan, avant sa déprogrammation en raison de la pandémie de Covid-19. 
La compétition est initialement qualificative pour les Jeux olympiques d'été de 2020 ; en raison de la situation sanitaire et afin de ne pas mettre de pression aux fédérations susceptibles de ne pas envoyer de délégations, cette qualification est retirée de ces championnats. La Grande-Bretagne, la France, la Russie, la Suisse, l'Allemagne, les Pays-Bas et l'Espagne décident de ne pas envoyer de gymnastes pour cette édition,.

## Podiums
| Épreuves                                        | Or                                                                                     | Argent                                                                             | Bronze                                                                                     |
| ----------------------------------------------- | -------------------------------------------------------------------------------------- | ---------------------------------------------------------------------------------- | ------------------------------------------------------------------------------------------ |
| Seniors                                         |                                                                                        |                                                                                    |                                                                                            |
| Concours par équipes résultats détaillés        | Ukraine Vladyslav Hryko Petro Pakhniuk Ihor Radivilov Roman Vashchenko Yevhen Yudenkov | Turquie Ferhat Arıcan İbrahim Çolak Abdelrahman Elgamal Ahmet Önder Ümit Şamiloğlu | Hongrie Szabolcs Bátori Balázs Kiss Krisztofer Mészáros Benedek Tomcsányi Dávid Vecsernyés |
| Sol résultats détaillés                         | Artem Dolgopyat (ISR)                                                                  | Aurel Benović (CRO)                                                                | Yahor Sharamkou (BLR)                                                                      |
| Cheval d'arçons résultats détaillés             | Matvei Petrov (ALB)                                                                    | Filip Ude (CRO)                                                                    | Ferhat Arıcan (TUR)                                                                        |
| Anneaux résultats détaillés                     | İbrahim Çolak (TUR)                                                                    | Vinzenz Höck (AUT)                                                                 | Ihor Radivilov (UKR)                                                                       |
| Saut de cheval résultats détaillés              | Ihor Radivilov (UKR)                                                                   | Yahor Sharamkou (BLR)                                                              | Artem Dolgopyat (ISR)                                                                      |
| Barres parallèles résultats détaillés           | Ferhat Arıcan (TUR)                                                                    | Petro Pakhnyuk (UKR)                                                               | Robert Tvorogal (LTU)                                                                      |
| Barre fixe résultats détaillés                  | Robert Tvorogal (LTU)                                                                  | Tin Srbić (CRO)                                                                    | Alexander Myakinin (ISR)                                                                   |
| Juniors                                         |                                                                                        |                                                                                    |                                                                                            |
| Concours par équipes résultats détaillés        | Ukraine Volodymyr Kostiuk Illia Kovtun Mykyta Melnykov Ivan Sevruk Radomyr Stelmakh    | Hongrie Krisztián Balázs Adam Dobrovitz Márton Kovács Botond Molnár Szilárd Závory | Bulgarie Zdravko Dobrev Rayan Radkov Daniel Trifonov Teodor Trifonov Bozhidar Zlatonov     |
| Concours général individuel résultats détaillés | Illia Kovtun (UKR)                                                                     | Voldoymyr Kostiuk (UKR)                                                            | Krisztián Balázs (HUN)                                                                     |
| Sol résultats détaillés                         | Gytis Chasažyrovas (LTU)                                                               | Ivan Sevruk (UKR)                                                                  | Botond Molnár (HUN)                                                                        |
| Cheval d'arçons résultats détaillés             | Illia Kovtun (UKR)                                                                     | Eyal Indig (ISR)                                                                   | Non attribuée                                                                              |
| Cheval d'arçons résultats détaillés             | Illia Kovtun (UKR)                                                                     | Gytis Chasažyrovas (LTU)                                                           | Non attribuée                                                                              |
| Anneaux résultats détaillés                     | Illia Kovtun (UKR)                                                                     | Volodymyr Kostiuk (UKR)                                                            | Bora Tarhan (TUR)                                                                          |
| Saut de cheval résultats détaillés              | Gabriel Burtănete (ROU)                                                                | Illia Kovtun (UKR)                                                                 | Bora Tarhan (TUR)                                                                          |
| Barres parallèles résultats détaillés           | Illia Kovtun (UKR)                                                                     | Mykyta Melnykov (UKR)                                                              | Mert Efe Kılıçer (TUR)                                                                     |
| Barre fixe résultats détaillés                  | Krisztián Balázs (HUN)                                                                 | Mert Efe Kılıçer (TUR)                                                             | Volodymyr Kostiuk (UKR)                                                                    |